# تشارلز هارون
تشارلز هارون (بالإنجليزية: Charles Aaron)‏ هو صحفي أمريكي، ولد في عقد 1960 في روكنغهام في الولايات المتحدة.